# Multi-Step Super-Resolution
Multi-Step Super-Resolution (MSSR)：多段超解像は、「機械学習を利用した超解像技術」（学習型超解像）を応用した技術である。
MSSRは、2段以上の学習型超解像を直列的に連結した手法であり、2段目以降の超解像処理部は、拡大処理を除く超解像処理部のみで構成される。
本手法では、主観品質の大幅な向上とともに、非参照画質評価指標 Blind/Referenceless Image Spatial Quality Evaluator（BRISQUE）値も改善されることが確認されている。